# Allotriopsis
Allotriopsis là một chi bọ cánh cứng trong họ 
Elateridae.
Chi này được miêu tả khoa học năm 1896 bởi Champion.

## Các loài
Chi này có các loài:
- Allotriopsis nasalis Champion, 1896